# MTV UNPLUGGED LIVE
『MTV UNPLUGGED LIVE』（エムティーブイ・アンプラグド・ライブ）は、CHAGE&ASKA（現：CHAGE and ASKA）のライブ・アルバム及び映像作品である。ライブ・アルバムが1996年10月7日にCDとして、映像作品が1996年10月18日にVHSとLDとして発売。発売元はポニーキャニオン。
ライブアルバム盤は2001年5月23日にCDとして、2009年11月25日には、SHM-CDとして再発売されている。また、映像盤は2001年1月1日にDVDで再発売している。

## 背景
アジア出身アーティストとして初めて『MTV Unplugged』に出演した時の模様を収めたアルバム。1996年6月19日、ロンドンのファウンテン・スタジオにて収録された（観客は約300人）。

## 録音
アレンジは、以前に彼らのアルバム『SEE YA』や『GUYS』でもアレンジを担当したJess Baileyが手掛けた。
「river」は「THE RIVER」に、「On Your Mark」は「CASTLES IN THE AIR」にアレンジされ、英語詞で披露された（「RED HILL」とオリジナルが英語詞の「SOMETHING THERE」も英語詞で歌われている）。
「HANG UP THE PHONE」は、スローバージョンに変わった「HANG UP THE PHONE Ⅱ」が最後に披露され、楽曲の奥行きの深さが示された。

## リリース
CD盤、ライブ映像盤共にポニーキャニオン（AARD-VARKレーベル）から発売された最後の作品である。
ライヴ映像は2001年1月1日にDVD化された。CD盤は、2001年5月23日にヤマハミュージックコミュニケーションズより再発売され、2009年11月25日には、紙ジャケット・シリーズの一環としてSHM-CD仕様で再発売された。

## チャート成績
1996年10月21日付のオリコン週間ランキングで1位を獲得したことにより、男性デュオとしては史上初となるアルバム10作目の首位獲得となった。

## 収録曲
| 全編曲: CHAGE&ASKA、Jess Bailey、村上啓介。 |                                               |           |           |       |
| #                                           | タイトル                                      | 作詞      | 作曲      | 時間  |
| 1.                                          | 「HANG UP THE PHONE」                         | ASKA      | ASKA      | 5:02  |
| 2.                                          | 「THE RIVER」                                 | ASKA      | ASKA      | 4:52  |
| 3.                                          | 「LOVE SONG」                                 | ASKA      | ASKA      | 4:54  |
| 4.                                          | 「男と女」                                    | ASKA      | ASKA      | 5:37  |
| 5.                                          | 「嘘」                                        | 松井五郎  | CHAGE     | 4:58  |
| 6.                                          | 「PRIDE」                                     | ASKA      | ASKA      | 5:38  |
| 7.                                          | 「SOMETHING THERE」(英訳詞：Charlie Midnight) | ASKA      | ASKA      | 5:48  |
| 8.                                          | 「NとLの野球帽」                              | CHAGE     | CHAGE     | 5:37  |
| 9.                                          | 「CASTLE IN THE AIR」                         | ASKA      | ASKA      | 5:46  |
| 10.                                         | 「SAY YES」                                   | ASKA      | ASKA      | 5:14  |
| 11.                                         | 「HANG UP THE PHONE Ⅱ」                       | ASKA      | ASKA      | 5:39  |
| 合計時間:                                   | 合計時間:                                     | 合計時間: | 合計時間: | 59:05 |

| #   | タイトル                                      | 作詞 | 作曲・編曲 |
| --- | --------------------------------------------- | ---- | ---------- |
| 1.  | 「HANG UP THE PHONE」                         |      |            |
| 2.  | 「THE RIVER」                                 |      |            |
| 3.  | 「LOVE SONG」                                 |      |            |
| 4.  | 「嘘」                                        |      |            |
| 5.  | 「RED HILL」                                  |      |            |
| 6.  | 「PRIDE」                                     |      |            |
| 7.  | 「SOMETHING THERE」(英訳詞：Charlie Midnight) |      |            |
| 8.  | 「NとLの野球帽」                              |      |            |
| 9.  | 「CASTLE IN THE AIR」                         |      |            |
| 10. | 「SAY YES」                                   |      |            |
| 11. | 「HANG UP THE PHONE Ⅱ」                       |      |            |

| #   | タイトル      | 作詞 | 作曲・編曲 |
| --- | ------------- | ---- | ---------- |
| 12. | 「river」(PV) |      |            |

## 参加ミュージシャン
- Chage：Vocal, Guitar
- Aska：Vocal, Guitar, Harmonica

### ツアーメンバー
- Jess Bailey：Piano, Hammond Organ
- Neil Conti （英語）：Drums
- Mark Smith （英語）：Bass
- Phil Palmer （英語）：Guitar
- Keisuke Murakami：Guitar, Backing Vocal
- Sonia Slany：Violin
- Sally Herbert （英語）：Violin
- Claire Orsler：Viola
- Emily Burridge：Cello
- Katie Kissoon （英語）：Backing Vocal
- Lance Ellington：Backing Vocal
- Tessa Niles （英語）：Backing Vocal

- Arranged by Jess Bailey with Chage, Aska and Keisuke Murakami